# Attuda
Attuda (altgriechisch Ἄττουδα) war eine antike Stadt in Karien, beim heutigen Hisarköy, 17 km südwestlich von Sarayköy, Provinz Denizli.
Der Name lebt im Titularbistum Attuda der katholischen Kirche weiter.